# Akcija Poskok 2
Operacija Poskok II bila je akcija hrvatske vojske i specijalne policije. 
U akciji Poskok 1 i u akciji Poskok 2, postrojbe posebne namjene MUP RH ovladale su južnim Velebitom i tako odigrale bitnu ulogu u kasnijem tijeku domovinskog rata.

## Povijest
Ljeti 1992. Specijalna policija MUP RH počela je zauzimati bitne vojnostrateške položaje na južnom Velebitu radi formiranja svojih baza na tim položajima. U akciji Poskok 1 i poslije u akciji Poskok 2 obuhvaćana je linija obrane južnog Velebita na potezu Rizvanuša-Visočica-Struge-Ivine vodice-Vlaški grad-Dušice-Libinje-Bukva u ukupnoj dužini od preko 120 kilometara.
Time je stvorena je čvrsta obrambena crta te stvorena mogućnost kvalitetne pripreme vojno-redarstvenih operacija Maslenica, Medački džep i Oluja. Otkako su zauzeli položaje, pripadnici Specijalne policije više od tisuću dana u vrlo ekstremnim planinskim uvjetima držali su 120 km bojišnice, sve do početka oslobodilačke vojno-redarstvene operacije Oluje.
Specijalna jedinica PU Kutina "Ris" sudjelovala je u ovoj akciji 13.02. – 25.02.1993., 02.03. – 12.03.1993., 14.12. – 29.12.1993., 20.01. – 02.02.1994., 28.02. – 14.03.1994., 24.04. – 09.05.1994., 08.06. – 22.06.1994., 01.08. – 16.08.1994., 04.01. – 17.02.1995. (podsektor Marasovac) i 27.03. – 13.04.1995. (podsektor Marasovac). U akciji su stradali Nevenko Peras, smrtno je stradao Mijo Šerbecki.
U ovoj akciji baza sanitetskim ekipama bila je u Lukovom Šugarju. Iz njega su sanitetske ekipe (kirurško-anesteziološke mobilne ekipe, KAME) upućivane na određene sektore u području južnog Velebita. KAME su boravile po dva do tri tjedna. Smjena se obavljala helikopterom, terenskim vozilom, a i pješice kad je bilo nevrijeme. Na Velebitu je potkraj 1992. i početkom 1993. formirano nekoliko baza i/ili tabora (Kneževici, Ivine Vodice, Štirovac, Dušica, Bukva) gdje su bile smještene KAME i specijalne jedinice. Iz tabora su specijalne postrojbe upućivane na stražarska mjesta (punktovi) koja su bila na rubu kontinentalnog dijela Velebita i ličke visoravni. Od tabora do stražarskih mjesta do tabora bilo je od dvadeset minuta do dva sata hoda.
Dok je trajala akcija Poskok 2, uvjeti koji su vladali bili su relativno mirno ratište, surova i nepredvidiva klima, nedostatak vode te otežana logistika.

## Spomen
U spomen svim braniteljima velebitske bojišnice u Domovinskom ratu od 1991. – 1995. godine održava se Velebit Ultra Trail. Utrka u svom nazivu nosi ime Poskok 3 u sjećanje na akcije Poskok 1 i Poskok 2.